# Morti nel 675
| Questa pagina contiene informazioni ricavate automaticamente dalle voci biografiche con l'ausilio del template Bio e di un bot. L'aggiornamento è periodico e automatico e ricostruisce completamente la pagina. Se manca una persona in questa lista, sei pregato di non aggiungerla, ma accertati piuttosto che la sua voce biografica contenga il template Bio e che i dati anagrafici siano correttamente compilati. Se il template Bio manca, inseriscilo tu stesso o, in alternativa, metti l'avviso {{tmp\|Bio}} che ne segnala la mancanza. Se i dati riportati sono sbagliati, correggi direttamente la voce biografica; le modifiche saranno visibili in questa lista entro pochi giorni. Per chiarimenti vedi il progetto biografie. La lista contiene solo le 11 persone che sono citate nell'enciclopedia e per le quali è stato implementato correttamente il template Bio. Pagina aggiornata al 13 gen 2025. |

- 18 febbraio - Colomano di Lindisfarne, abate, vescovo e santo irlandese
- 7 dicembre - Santa Fara, badessa e santa franca (n. 595)
- Bilichilde, principessa
- Childerico II, re franco
- Eadfrido di Leominster, monaco cristiano e santo inglese
- Giovanni V di Costantinopoli, arcivescovo bizantino
- Hóngrěn, monaco buddista cinese (n. 601)
- Merewalh, re inglese
- Nivardo di Reims, arcivescovo francese
- Wulfhere, sovrano anglosassone
- Cenn Fáelad, re irlandese